# Tian zhu ding
Tian zhu ding (bra: Um Toque de Pecado; prt: China - Um Toque de Pecado) é um filme de drama chinês de 2013, dirigido por Jia Zhangke. Foi nomeado para o Palma de Ouro no Festival de Cannes 2013, com Jia ganhando o Prêmio de Roteiro. Estrelas do filme incluem Zhao Tao, esposa do Jia e colaborador de longa data.

## Elenco
- Wu Jiang - Dahai
- Lanshan Luo - Xiao Hui
- Li Meng - (como Vivien Li)
- Baoqiang Wang - Zhou San
- Jia-yi Zhang
- Tao Zhao